# 実話BUNKAタブー
『実話BUNKAタブー』（じつわぶんかタブー）は、コアマガジンが発行する日本の月刊誌。ここでは、同じく過激さが売りでディス記事が多い特徴がある姉妹誌の『実話BUNKA超タブー』についても記載する。

## 沿革
- 2010年1月 - BUBKAの増刊号『実話BUBKAタブー』として創刊。隔月刊発行。
- 2011年4月 - BUBKAから独立し、月刊化。
- 2012年9月 - 同15日発売の2012年11月号より、BUBKAの発行元がコアマガジンから白夜書房に変更されたのに伴い、誌名を『実話BUNKAタブー』に変更[2]。

### 評価
ネットニュースのしらべぇの記者・熊田熊男に「コンビニで買うのに最も勇気がいる雑誌」と評されている。

### 意図的な逆バリ・炎上マーケティング
自誌について、「人が正しい素晴らしい美しいのが自明だと思ってるモノに対してケチをつける」としている。
多くの記事で、世の中の流行にあえてケチを付け「バカ」「まずい」「キモい」「つまらない」など、直接的な中傷表現を用いる。また、グルメ企画は基本的に「全部まずい」を切り口としている。特定の地域に対する差別的な中傷表現も多く、定期的にネット上で炎上する（炎上マーケティング）。2020年には公式YouTubeチャンネルを開設した。
2020年6月に編集部の公式Twitterにて、「ツイッターに関しては、各編集部員がキツめのジョークや逆張りや皮肉などで書き込んでいる内容が多く、あまり真剣にご覧いただかれると、時に気に障ることもあるかと思いますので、ご容赦いただけたら、と……」などと言い訳を並べている。

### 現在の連載・コラム
- デーブ八坂『バラエティ会議流行語辞典』
- ロマン優光『好かれない力』
- 適菜収『NIPPON NO OWARI』
- 白石和彌『セリフ変えていいっすか？』
- 白正男・山戸大輔『テコンダー朴』
- 白正男『いきなり差別かよ？』
- 小田原ドラゴン『うだつのあがらない生活』
- 駕籠真太郎『乱歩AMNESIA』[注釈 1]
- 野中ツトム『メンズエステ開業日記』
- 今月の日本のヤバいおっさんニュース
- Sexy Girl Collection
- This is the Culture
- タブーオピニオン

### 過去の連載・コラム
- チャーミー中元『パチンコ玉遊びのススメ』
- 水瀬美香『おスロの花道』
- 堀江貴文『今月のホリエモンセレクションずっきゅん♡』『書評 塀の中から読んでるよ！』『新 ホリエモンセレクションずっきゅん♡』
- 横峯瑠依・横峯彩花・横峯さくら『横峯3姉妹ぶっちゃけ何でもサミット』『女子力スコアUP』
- 大下英治『日本政界 陰の実力者たち』『戦後日本怪物伝』
- 雨宮処凛『どん底脱出サミット』『どん底脱出サミットNEO』
- 土山しげる『漫画 噴飯男』[注釈 2]
- 柳沢きみお『時事激談 ヤバいぞニッポン』
- 杉作J太狼XS・ロマン優光『激論！ニッポンの正しすぎる未来』
- 辛酸なめ子『新 下流社会の誘惑』
- 長谷川豊『私は批判に屈しない！』
- 福満しげゆき『僕のはきだめ劇場』
- 小田嶋隆『電波品評会』 - 著名人を対決形式で評価する企画。創刊号から2022年5月号まで全137回（筆者死去により終了）。
- ウエノミツアキ『勝手に観劇マスター』
- 池田真由子『ディープス美人プロデューサーの業界追放！？』
- 荒田真生『男と女の愛憎事件簿』
- 西アズナブル『漫画 ホリエモンの多動録』
- 時事4コマ漫画 さわやかニッポン
- 野球の神様がおりた夜
- あの有名人の通う店
- 安くてサービス抜群の風俗店
- ゆる美女ぱんでみっく
- なんちゃって女子高生探偵
- シン・なんちゃって女子高生探偵
- 日本全国明らかにまずい有名お土産
- 日本全国絶対にいらない有名みやげ
- 韓国おもしろニュース～今月もやっぱり隣国は愉快でした～
- 操山拓丸『買ってはいけない！今月の愚CARコレクション』[注釈 1]
- アラフォー負け組女子・松子の居酒屋をこじらせて

## 姉妹誌『実話BUNKA超タブー』
『実話BUNKA超タブー』は、コアマガジンが発行する日本の雑誌。

### 沿革
- 2013年7月 - 実話BUNKAタブーの増刊扱いとして創刊。不定期刊行。
- 2015年3月 - 同4日発売のvol.6から隔月刊化。
- 2016年12月 - 同28日発売のvol.17から月刊化。
- 2019年9月 - 同2日発売の10月号から独立創刊。
- 2022年9月 - 同30日発売の11月号から再び隔月刊化。

### 現在の連載・コラム
- 吉田豪『人間コク宝インタビュー』
- 嶽本野ばら『世間ではなく悪いのは貴方だ』
- 杉作J太郎『熱盛！サウナおやじの遺言』
- 根本敬『蛭子能収タブーなし！但し“ぼぼ”は禁句』
- 真中つぐ『大人のおもちゃリポート』

### 過去の連載・コラム
- 蛭子能収『社会派漫画 よっちゃん革命宣言』
- ナイン『元ワタミ社員の告白記』
- 中村淳彦『貧困女子採集』『生活困窮者たち 日本社会の最底辺を生きる人々』『令和女子たちの非凡な日常』
- はあちゅう『はあちゅうの童貞が好きっ』
- 鎌田紘子『鎌ちゃんの人間観察！？』
- 駕籠真太郎『乱歩AMNESIA』[注釈 3]
- 町田足土『援交ペログリ日記』
- エリザベス比嘉『絶望の沖縄』
- 操山拓丸『買ってはいけない！今月の愚CARコレクション』[注釈 3]
- 悪の大企業FILE

## その他の姉妹誌
- 『実話BUNKA芸能タブー』（2015年6月1日刊）
- 『実話BUNKAタブープレミアム2015』（2015年12月1日刊）
- 『ADVANCE』（2016年4月1日刊）
- 『実話BUNKAダイヤモンド』（2016年10月3日刊）